# Кулада
Кулада (рос. Кулада) — село Онгудайського району, Республіка Алтай Росії. Входить до складу Куладинського сільського поселення.
Населення — 471 особа (2015 рік).